# Allison Randal
Alisson Randal é linguista, cientista da computação, desenvolvedora de software, escritora e estrategista de open source. Desde 2010 é a arquiteta chefe da máquina virtual Parrot, membro do conselho diretor da Perl Foundation, membro do conselho diretor da Python Software Foundation e antiga presidente da Parrot Foundation.
Ela também lidera o desenvolvimento de Punie e é co-autora do livros Perl 6 and Parrot Essentials e Synopses de Perl 6. Ex-funcionária da O'Reilly Media, em 20 de agosto de 2010 ela passou a trabalhar para a Canonical, como Arquiteta Chefe do Ubuntu.
Em 2020, ela passou a ser um dos membros da Comissão do Open Usage Commons, iniciativa do Google que visa estender a filosofia e definição de código aberto para marcas registradas de projetos e que também tem por objetivo cobrir a educação sobre marcas registradas.

### Entrevistas
- An Interview with Allison Randal by Simon Cozens of perl.com (inglês)
- Interview with Allison Randal by The Perl Review (inglês)